# 서초구의 행정 구역
서초구의 행정 구역은 10개의 법정동을 18개의 행정동이 관리를 하고 있다. 서초구의 면적은 47.00km2이며, 서울시의 7.8%를 차지하고 있다. 서초구의 인구는 2018년 2분기를 기준으로 443,989명, 174,268세대이다.

## 행정 구역
| 행정동   | 한자     | 면적  | 세대    | 인구    |
| -------- | -------- | ----- | ------- | ------- |
| 서초1동  | 瑞草1洞  | 1.35  | 9,099   | 21,431  |
| 서초2동  | 瑞草2洞  | 1.23  | 7,740   | 17,923  |
| 서초3동  | 瑞草3洞  | 3.05  | 12,789  | 30,520  |
| 서초4동  | 瑞草4洞  | 0.88  | 10,712  | 31,570  |
| 잠원동   | 蠶院洞   | 1.8   | 13,896  | 34,863  |
| 반포본동 | 盤浦本洞 | 0.97  | 4,227   | 12,594  |
| 반포1동  | 盤浦1洞  | 0.88  | 12,846  | 28,577  |
| 반포2동  | 盤浦2洞  | 1.25  | 7,730   | 23,941  |
| 반포3동  | 盤浦3洞  | 1.37  | 6,624   | 19,096  |
| 반포4동  | 盤浦4洞  | 1.43  | 7,341   | 20,373  |
| 방배본동 | 方背本洞 | 0.67  | 7,811   | 21,511  |
| 방배1동  | 方背1洞  | 0.68  | 7,482   | 17,400  |
| 방배2동  | 方背2洞  | 1.94  | 10,855  | 26,298  |
| 방배3동  | 方背3洞  | 2.4   | 8,406   | 22,224  |
| 방배4동  | 方背4洞  | 0.95  | 10,208  | 25,831  |
| 양재1동  | 良才1洞  | 5.76  | 18,339  | 47,066  |
| 양재2동  | 良才2洞  | 7.58  | 10,975  | 23,958  |
| 내곡동   | 內谷洞   | 12.69 | 7,188   | 18,813  |
| 서초구   | 瑞草區   | 47.00 | 174,268 | 443,989 |

## 개요
| 행정동명 | 법정동명 | 한자   | 설명 |
| -------- | -------- | ------ | --- |
| 서초1동  | 서초동   | 瑞草洞 | 조선시대 말에는 경기도 과천군 동면 서초리와 명달리로 불렸다. 1914년 시흥군 신동면 서초리로 되었고, 1963년 시흥군 신동면 전체가 서울특별시 영등포구로 편입되면서 서초동으로 바뀌었다. 다시 1973년 7월 1일 성동구, 1975년 10월 1일 강남구, 1988년 1월 1일 서초구 관할이 되었다. 동네 이름은 이 지역을 서리풀이 무성하다 하여, 훈으로 상초리(霜草里) 혹은 음으로 서초리(瑞草理)로 부르던 데서 유래한다. |
| 서초2동  | 서초동   | 瑞草洞 | 조선시대 말에는 경기도 과천군 동면 서초리와 명달리로 불렸다. 1914년 시흥군 신동면 서초리로 되었고, 1963년 시흥군 신동면 전체가 서울특별시 영등포구로 편입되면서 서초동으로 바뀌었다. 다시 1973년 7월 1일 성동구, 1975년 10월 1일 강남구, 1988년 1월 1일 서초구 관할이 되었다. 동네 이름은 이 지역을 서리풀이 무성하다 하여, 훈으로 상초리(霜草里) 혹은 음으로 서초리(瑞草理)로 부르던 데서 유래한다. |
| 서초3동  | 서초동   | 瑞草洞 | 조선시대 말에는 경기도 과천군 동면 서초리와 명달리로 불렸다. 1914년 시흥군 신동면 서초리로 되었고, 1963년 시흥군 신동면 전체가 서울특별시 영등포구로 편입되면서 서초동으로 바뀌었다. 다시 1973년 7월 1일 성동구, 1975년 10월 1일 강남구, 1988년 1월 1일 서초구 관할이 되었다. 동네 이름은 이 지역을 서리풀이 무성하다 하여, 훈으로 상초리(霜草里) 혹은 음으로 서초리(瑞草理)로 부르던 데서 유래한다. |
| 서초4동  | 서초동   | 瑞草洞 | 조선시대 말에는 경기도 과천군 동면 서초리와 명달리로 불렸다. 1914년 시흥군 신동면 서초리로 되었고, 1963년 시흥군 신동면 전체가 서울특별시 영등포구로 편입되면서 서초동으로 바뀌었다. 다시 1973년 7월 1일 성동구, 1975년 10월 1일 강남구, 1988년 1월 1일 서초구 관할이 되었다. 동네 이름은 이 지역을 서리풀이 무성하다 하여, 훈으로 상초리(霜草里) 혹은 음으로 서초리(瑞草理)로 부르던 데서 유래한다. |
| 잠원동   | 잠원동   | 蠶院洞 | 조선시대 말에는 경기도 과천군 상북면 잠실리와 사평리 지역이었다. 1914년 시흥군 신동면 잠실리로 되었고, 1963년 서울특별시 영등포구로 편입되면서 잠원동으로 바뀌었다. (현재의 송파구 잠실동과의 중복을 피하기 위한 것이었다.) 1973년 7월 1일 성동구, 1975년 10월 1일 강남구, 1988년 1월 1일 서초구 관할이 되었다.                                                                                      |
| 반포3동  | 잠원동   | 蠶院洞 | 조선시대 말에는 경기도 과천군 상북면 잠실리와 사평리 지역이었다. 1914년 시흥군 신동면 잠실리로 되었고, 1963년 서울특별시 영등포구로 편입되면서 잠원동으로 바뀌었다. (현재의 송파구 잠실동과의 중복을 피하기 위한 것이었다.) 1973년 7월 1일 성동구, 1975년 10월 1일 강남구, 1988년 1월 1일 서초구 관할이 되었다.                                                                                      |
| 반포본동 | 반포동   | 盤浦洞 | 조선시대에는 경기도 과천군 상북면 포촌리(浦村里)였다. 1914년 이웃한 동작리와 합쳐 시흥군 북면 동작리라 불렀고, 1936년 경성부로 편입되면서 동작정으로 되었다. 1946년 동작동(銅雀洞)으로 바뀌었고, 1973년 관악구에 편입되고, 1980년 동작구에 편입되면서 동작대로 동쪽 영역은 강남구 반포동으로 편입되었다. 1988년 1월 1일 서초구 관할이 되었다.                                                        |
| 반포1동  | 반포동   | 盤浦洞 | 조선시대 말에는 경기도 과천군 상북면 상반포리·하반포리 지역이었다. 1914년 시흥군 신동면 반포리로 되었고, 1963년 서울특별시 영등포구로 편입되면서 반포동으로 바뀌었다. 1973년 7월 1일 성동구, 1975년 10월 1일 강남구, 1988년 1월 1일 서초구 관할이 되었다. 동네의 이름은 이 마을로 흐르는 개울이 서리서리 굽이쳐 흐른다고 하여 서릿개, 즉 반포(蟠浦)라고 하다가 반포(盤浦)로 음이 변한 데서 유래한다. |
| 반포2동  | 반포동   | 盤浦洞 | 조선시대 말에는 경기도 과천군 상북면 상반포리·하반포리 지역이었다. 1914년 시흥군 신동면 반포리로 되었고, 1963년 서울특별시 영등포구로 편입되면서 반포동으로 바뀌었다. 1973년 7월 1일 성동구, 1975년 10월 1일 강남구, 1988년 1월 1일 서초구 관할이 되었다. 동네의 이름은 이 마을로 흐르는 개울이 서리서리 굽이쳐 흐른다고 하여 서릿개, 즉 반포(蟠浦)라고 하다가 반포(盤浦)로 음이 변한 데서 유래한다. |
| 반포4동  | 반포동   | 盤浦洞 | 조선시대 말에는 경기도 과천군 상북면 상반포리·하반포리 지역이었다. 1914년 시흥군 신동면 반포리로 되었고, 1963년 서울특별시 영등포구로 편입되면서 반포동으로 바뀌었다. 1973년 7월 1일 성동구, 1975년 10월 1일 강남구, 1988년 1월 1일 서초구 관할이 되었다. 동네의 이름은 이 마을로 흐르는 개울이 서리서리 굽이쳐 흐른다고 하여 서릿개, 즉 반포(蟠浦)라고 하다가 반포(盤浦)로 음이 변한 데서 유래한다. |
| 방배본동 | 방배동   | 方背洞 | 조선시대 말에는 경기도 과천군 상북면 방배리였다. 1914년 시흥군 신동면 방배리로 되었고, 1963년 서울특별시 영등포구에 편입되면서 방배동으로 바뀌었다. 1973년 7월 1일 관악구, 1980년 4월 1일 강남구, 1988년 1월 1일 서초구 관할이 되었다. 동네의 이름은 이 곳이 우면산 또는 한강을 등지고 있는 데서 유래했다고 한다.                                                                                    |
| 방배1동  | 방배동   | 方背洞 | 조선시대 말에는 경기도 과천군 상북면 방배리였다. 1914년 시흥군 신동면 방배리로 되었고, 1963년 서울특별시 영등포구에 편입되면서 방배동으로 바뀌었다. 1973년 7월 1일 관악구, 1980년 4월 1일 강남구, 1988년 1월 1일 서초구 관할이 되었다. 동네의 이름은 이 곳이 우면산 또는 한강을 등지고 있는 데서 유래했다고 한다.                                                                                    |
| 방배2동  | 방배동   | 方背洞 | 조선시대 말에는 경기도 과천군 상북면 방배리였다. 1914년 시흥군 신동면 방배리로 되었고, 1963년 서울특별시 영등포구에 편입되면서 방배동으로 바뀌었다. 1973년 7월 1일 관악구, 1980년 4월 1일 강남구, 1988년 1월 1일 서초구 관할이 되었다. 동네의 이름은 이 곳이 우면산 또는 한강을 등지고 있는 데서 유래했다고 한다.                                                                                    |
| 방배3동  | 방배동   | 方背洞 | 조선시대 말에는 경기도 과천군 상북면 방배리였다. 1914년 시흥군 신동면 방배리로 되었고, 1963년 서울특별시 영등포구에 편입되면서 방배동으로 바뀌었다. 1973년 7월 1일 관악구, 1980년 4월 1일 강남구, 1988년 1월 1일 서초구 관할이 되었다. 동네의 이름은 이 곳이 우면산 또는 한강을 등지고 있는 데서 유래했다고 한다.                                                                                    |
| 방배4동  | 방배동   | 方背洞 | 조선시대 말에는 경기도 과천군 상북면 방배리였다. 1914년 시흥군 신동면 방배리로 되었고, 1963년 서울특별시 영등포구에 편입되면서 방배동으로 바뀌었다. 1973년 7월 1일 관악구, 1980년 4월 1일 강남구, 1988년 1월 1일 서초구 관할이 되었다. 동네의 이름은 이 곳이 우면산 또는 한강을 등지고 있는 데서 유래했다고 한다.                                                                                    |
| 양재1동  | 우면동   | 牛眠洞 | 조선시대 말에는 경기도 과천군 동면 우면동이었다. 1914년 행정구역 통폐합에 따라 경기도 시흥군 신동면 우면리가 되었다. 1963년 서울특별시 영등포구에 편입되면서 우면동으로 되었다. 1973년 7월 1일 성동구, 1975년 10월 1일 강남구, 1988년 1월 1일 서초구 관할이 되었다. 동네의 이름은 이 곳에 위치한 우면산에서 유래한다.                                                                                |
| 양재1동  | 양재동   | 良才洞 | 조선시대 말에는 경기도 과천군 동면 양재리였다. 1914년 시흥군 신동면 양재리로 바뀌었고, 1963년 서울특별시 영등포구에 편입되면서 양재동으로 되었다. 1973년 7월 1일 성동구, 1975년 10월 1일 강남구, 1988년 1월 1일 서초구 관할이 되었다. 동네의 이름은 이 곳에 어질고 재주 있는 사람이 많이 산다고 하여 붙여졌다고 한다.                                                                                |
| 양재2동  | 〃       | 良才洞 | 조선시대 말에는 경기도 과천군 동면 양재리였다. 1914년 시흥군 신동면 양재리로 바뀌었고, 1963년 서울특별시 영등포구에 편입되면서 양재동으로 되었다. 1973년 7월 1일 성동구, 1975년 10월 1일 강남구, 1988년 1월 1일 서초구 관할이 되었다. 동네의 이름은 이 곳에 어질고 재주 있는 사람이 많이 산다고 하여 붙여졌다고 한다.                                                                                |
| 양재2동  | 원지동   | 院趾洞 | 조선 후기까지 경기도 과천군 동면 신원동이었으며, 1914년 행정구역 통폐합에 따라 경기도 시흥군 신동면 신원리가 되었다. 1963년 서울특별시 영등포구에 편입되면서 신원동의 바람골, 양수리, 원터마을 등의 3개 마을을 통합하여 원지동이 되었다. 1973년 7월 1일 성동구, 1975년 10월 1일 강남구, 1988년 1월 1일 서초구 관할이 되었다. 동네의 이름은 조선 시대에 이 곳에 원(院)이 있었던 데서 유래한다.        |
| 내곡동   | 내곡동   | 內谷洞 | 조선 후기까지 경기도 광주군 언주면 안골이었고, 1914년 안골·능안말·구석말·양지말을 합하여 언주면 내곡리로 되었다. 1963년 서울특별시 성동구에 편입되면서 내곡동으로 되었다. 1975년 10월 1일 강남구, 1988년 1월 1일 서초구 관할이 되었다. 동네의 이름은 이 곳이 옛 언주면의 일부로서 본촌(本村)의 안쪽에 있다고 하여 안골, 안말 등의 이름으로 불리던 것을 한자로 표기한 것이다.                         |
| 내곡동   | 염곡동   | 廉谷洞 | 조선 후기까지 경기도 광주군 언주면 염곡동이었으며, 1914년 행정구역 통폐합에 따라 염곡리가 되었다. 1963년 서울특별시 성동구에 편입되면서 염곡동으로 되었다. 1975년 10월 1일 강남구, 1988년 1월 1일 서초구 관할이 되었다. 동네의 이름은 이 곳의 지세가 염통(심장)처럼 생겼다는 데서 유래한다. |
| 내곡동   | 신원동   | 新院洞 | 조선 후기까지 경기도 광주군 언주면에 속하였으며, 1914년 행정구역 통폐합에 따라 광주군 언주면 신원리가 되었다. 1963년 서울특별시 성동구에 편입되면서 신원동으로 되었다. 1975년 10월 1일 강남구, 1988년 1월 1일 서초구 관할이 되었다. 동네 이름은 이 곳이 원(院)터 아래쪽에 있다는 데서 연유한다고 한다.                                                                                               |

## 역사
- 1988년 1월 1일 아래 도표와 같이 강남구의 일부를 관할로 하여 서초구가 신설되었다.[4]

| 개편 전                                                                              | 개편 후                                                                              |
| ------------------------------------------------------------------------------------ | ------------------------------------------------------------------------------------ |
| 강남구 서초동·잠원동·반포동·방배동·도곡동·양재동·우면동·원지동·염곡동, 내곡동·신원동 | 서초구 서초동·잠원동·반포동·방배동·도곡동·양재동·우면동·원지동·염곡동, 내곡동·신원동 |
- 1989년 1월 1일 도곡동이 다시 강남구의 관할로 바뀌었다.[7]